# 张开宙
张开宙（1975年—），山东烟台人，中国大陆电视剧摄影师、导演，正午阳光导演。代表作有《他来了，请闭眼》、《如果蜗牛有爱情》、《知否知否应是绿肥红瘦》、《清平樂》、《喬家的兒女》、《小巷人家》等。

## 经历
张开宙毕业自山东轻工业学院，被分配到山东电影电视剧制作中心从事摄影工作。2014年，首次担任导演，与孔笙联合执导《战长沙》。2015年，首次独立执导电视剧《他来了，请闭眼》。